# Konstantin von Voigts-Rhetz
Konstantin Bernhard von Voigts-Rhetz (ur. 16 lipca 1809 w Seesen, zm. 14 kwietnia 1877 w Wiesbaden) – generał piechoty Armii Cesarstwa Niemieckiego, uczestnik wojny prusko-austriackiej i wojny prusko-francuskiej oraz autor raportu dotyczącego tłumienia powstania wielkopolskiego w 1848 roku.

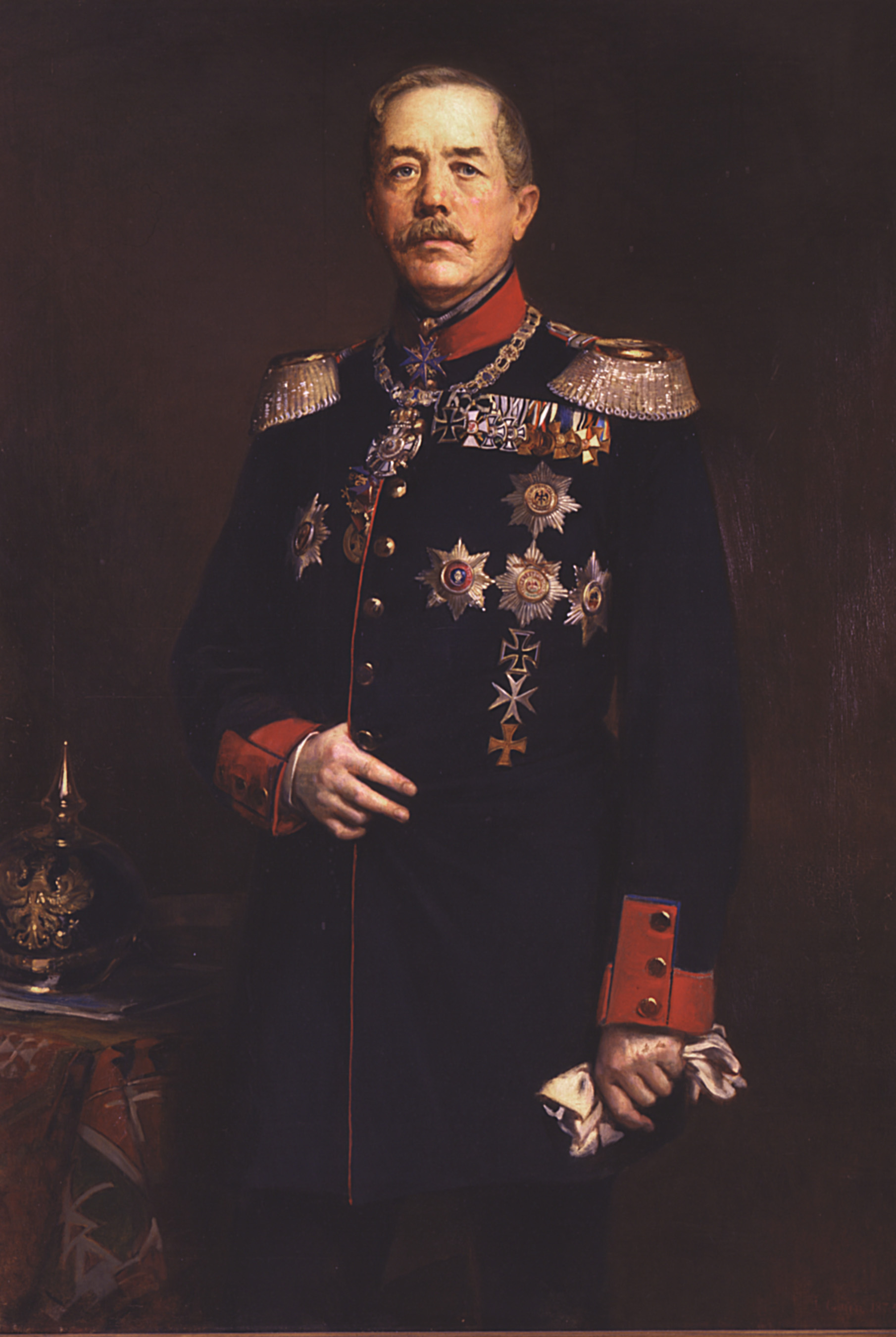
Gen. von Voigts-Rhetz w mundurze 79. Pułku Piechoty (1873 rok).

## Życiorys
W 1827 roku rozpoczął służbę w 9. Pułku Grenadierów Armii Królestwa Prus. Dwa lata później, po ukończeniu szkoły wojskowej w Szczecinie, został awansowany na podporucznika (niem. Secondlieutenant). W latach 1833-1836 kształcił w Akademii Wojennej w Berlinie, a następnie, do 1838 roku, był przydzielony do Instytutu Topograficznego. Następnie, po awansie na porucznika (niem. Premierlieutnant) w 1841 roku otrzymał przydział do Sztabu Generalnego. W 1847 roku przeniesiony do sztabu V Korpusu Armijnego w Poznaniu, gdzie otrzymał stopień majora. Uczestniczył w tłumieniu powstania wielkoposlkiego w 1848 roku, a po jego zakończeniu przygotował, na zlecenie gen. Friedricha von Colomba, raport opisujący przebieg walk. W dokumencie skrytykował działania gen. Karla von Willisena, który usiłował negocjować z powstańcami. W wyniku raportu Willisen został odwołany ze stanowiska Cywilnego Komisarza dla Prowincji Poznańskiej. W 1850 roku rozpoczął służbę w sztabie IV Korpusu Armijnego w Magdeburgu, jednak 1852 roku podpułkownik (niem. Oberstlieutnant) von Voigts-Rhetz powrócił do Poznania na stanowisko szefa sztabu V Korpusu. W 1857 roku, w stopniu pułkownika (niem. Oberst) objął dowództwo nad 19. Pułkiem Piechoty, a niecały rok później został dowódcą 9. Brygady Piechoty. Od 1859 roku był dyrektorem Departamentu Generalnego w Ministerstwie Wojny, a następnie został wojskowym komendantem wojskowym Luksemburga. Po awansie na stopień generała porucznika (niem. Generalleutnant) objął dowództwo nad 7. Dywizją Piechoty. Po wybuchu wojny prusko-austraickiej został szefem sztabu I Armii dowodzonej przez księcia Fryderyka Karola. Brał udział w starciach pod Münchengrätz i pod Podolem. Za swoje zasługi w trakcie konfliktu otrzymał między innymi Orderem Pour le Mérite, a po zakończeniu wojny został gubernatorem wojskowym okupowanego Hanoweru, a po włączeniu Królestwa do Purs został dowódcą stacjonującego tam X Korpusu Armijnego. W 1868 roku awansował na stopień generała piechoty (niem. General der Infanterie). W trakcie wojny prusko-francuskiej ponownie służył pod rozkazami księcia Fryderyka Karola. Dowodzony przez niego korpus odegrał kluczową rolę w zwycięstwie pruskim w bitwie pod Mars-la-Tour i zdobyciu Le Mans. W 1873 roku przeszedł w stan spoczynku. Od 1866 roku był szefem 79. Pułku Piechoty, który po jego śmierci przybrał imię: Infanterie-Regiment „von Voigts-Rhetz“.

## Odznaczenia
Odznaczenia gen. von Voigts-Rhetz to między innymi:
- Order Orła Czarnego
- Krzyż Wielki Orderu Orła Czerwonego z liśćmi dębu i mieczami na pierścieniu
- Order Pour le Mérite z liśćmi dębu
- Order Orła Czerwonego z III klasy z mieczami na wstędze
- Gwiazda Wielkiego Komtura Orderu Królewskiego Hohenzollernów z mieczami i brylantami na wojennej wstędze
- Kawaler Orderu Królewskiego Hohenzollernów
- Krzyż Żelazny I klasy
- Order Świętego Jana
- Order Hohenzollernów II klasy ordynku książęcego
- Krzyż Wielki Orderu Alberta Niedźwiedzia (Anhalt)
- Krzyż Wielki Orderu Henryka Lwa z mieczami (Brunszwik)
- Krzyż Zasługi Wojskowej I klasy (Meklemburgia)
- Wielki Oficer Orderu Korony Dębowej (Luksemburg)
- Krzyż Wielki Orderu Domowego i Zasługi z mieczami (Oldenburg)
- Order Świętego Jerzego IV klasy (Imperium Rosyjskie)
- Order Świętej Anny I klasy (Imperium Rosyjskie)
- Komandor II klasy Orderu Ernestyńskiego (Saksonia)